# Осипиха (Сокольский район)
Осипиха — деревня в Сокольском районе Вологодской области. Стоит в месте впадения реки Губриха в реку Стрелица.
Входит в состав Биряковского сельского поселения, с точки зрения административно-территориального деления — в Биряковский сельсовет. Расположена к северу от автодороги А123.
Расстояние по автодороге до районного центра Сокола — 104 км, до центра муниципального образования Бирякова — 4 км. Ближайшие населённые пункты — Горка, Шибловка, Заболотье.
По переписи 2002 года население — 3 человека.